# جورج غودفري (لاعب كرلنغ)
جورج غودفري (بالإنجليزية: George Godfrey)‏ هو لاعب كرلنغ أمريكي، ولد في 18 يونيو 1944 في لودي في الولايات المتحدة.

## وصلات خارجية
- جورج غودفري على موقع الاتحاد الدولي للكرلنغ (الإنجليزية)
- جورج غودفري على موقع اللجنة الأولمبية والبارالمبية الأمريكية (الإنجليزية)